# 狹翼魚龍屬
狹翼魚龍屬（屬名：Stenopterygius）又名狹翼龍，是種已滅絕海生爬行動物，是雙孔亞綱魚龍目狹翼魚龍科中的一個屬，化石發現於英格蘭、法國、德國、盧森堡、瑞士，生存年代為侏儸紀早期（托阿爾階），最大化石身長約4公尺。

## 簡述

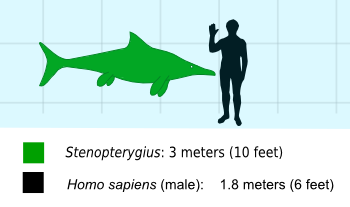
狹翼魚龍與人類的體型相比圖

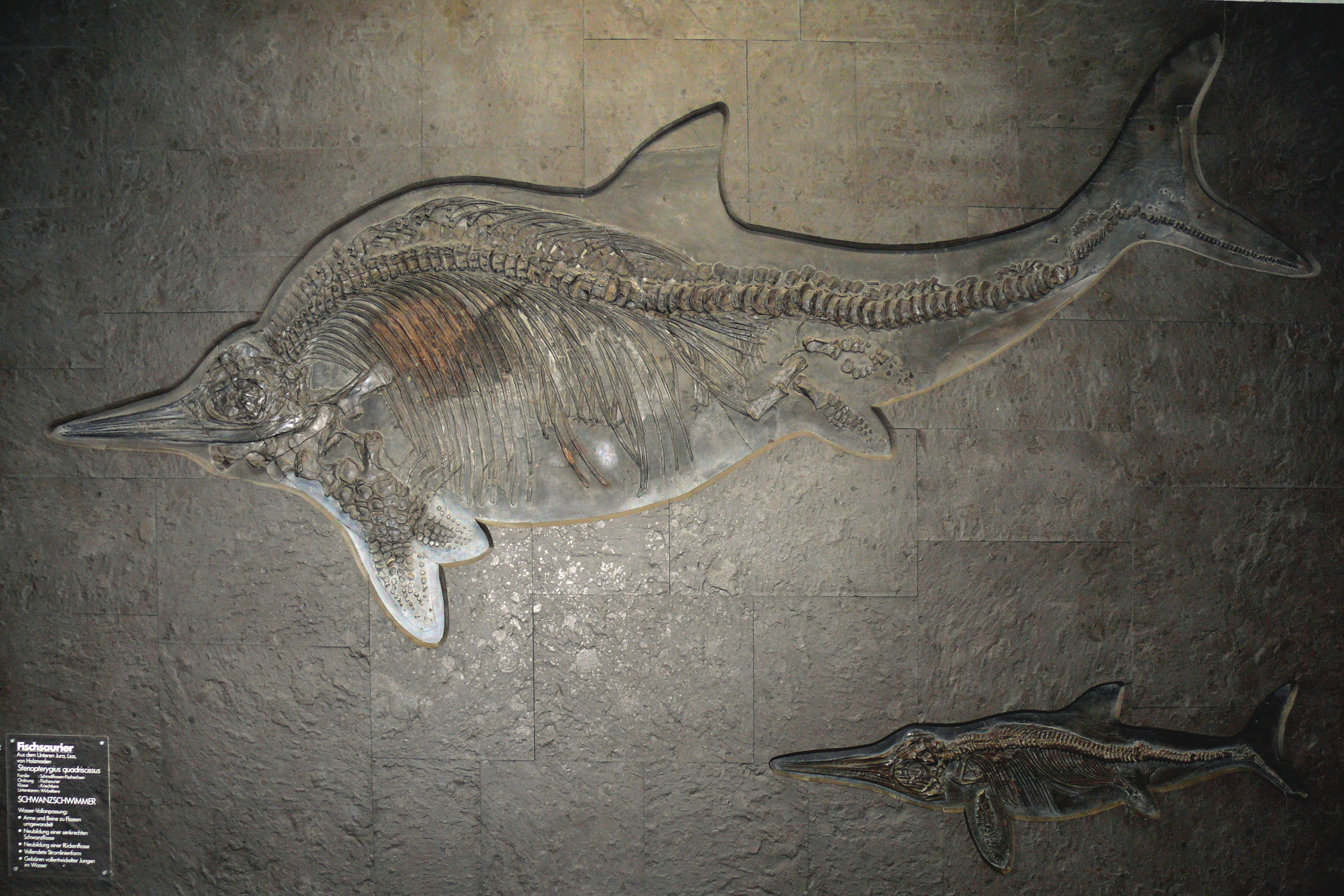
S. quadriscissus的化石，脊柱向下弯曲以支撑尾巴。

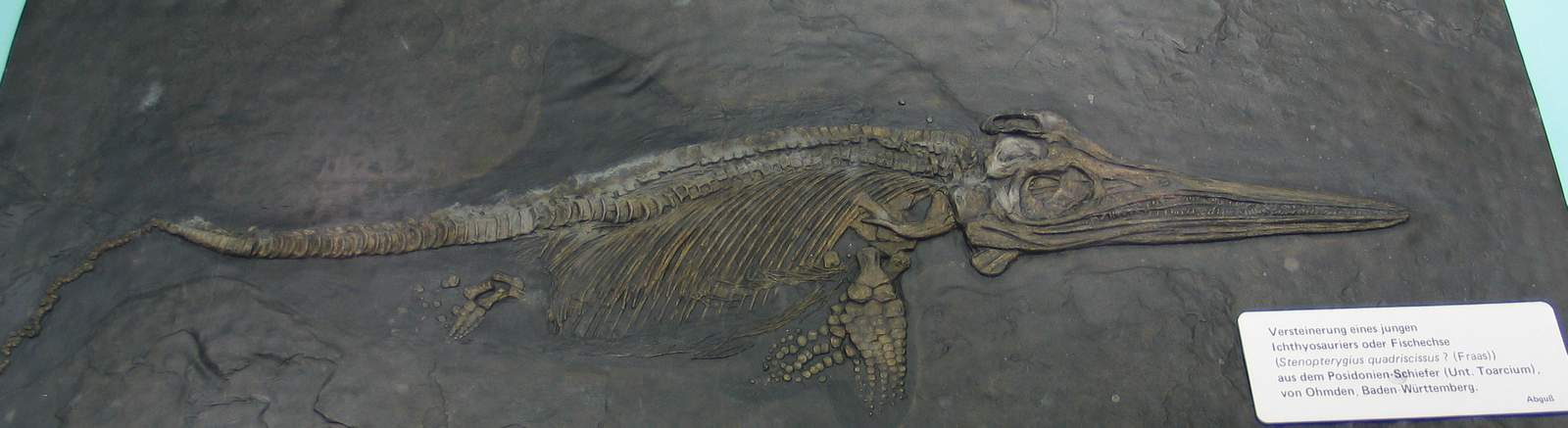
幼年狹翼魚龍的化石

狹翼魚龍的外表類似更著名的魚龍屬，狹翼魚龍擁有較小的頭部、較窄的鰭狀肢。曾經在德國發現過保存良好的化石。狹翼魚龍具有狹長口鼻部，具有許多大型牙齒，四肢演化成鰭狀肢。狹翼魚龍具有三角形背鰭，以及大型、半流線型、垂直面的尾鰭。

## 古生物學
古生物學家推論，狹翼魚龍的習性類似今日的海豚，牠們的大部分時間處在開放性海洋中，捕抓魚類、頭足類、與其他動物為食。魚龍類化石的腹部區域常發現以上動物的化石。
其中一個著名的化石，是一個雌性狹翼魚龍與生產中的幼年個體（魚龍類為卵胎生動物）。這個化石證明了魚龍類生產時，胎兒是以尾巴先出產道，如同現代鯨魚，以防止胎兒在完全經過產道之前淹死。但是，科学家认为鱼龙的双亲在产下幼崽后并不去照料、抚养他们的下一代。
狹翼魚龍的流線型身體，顯是牠們是速度很快的海生動物，可能接近鮪魚，現今速度最快的魚類之一，速度最高达100km/h。

## 命名與分類歷史
在1858年，古生物學家Friedrich August von Quenstadt將一些發現於德國的魚龍類化石，命名為魚龍屬的一個種，Ichthyosaurus quadriscissus。在1904年，奧托·耶克爾將這個種建立為獨立屬，狹翼魚龍屬（Stenopterygius）。屬名在古希臘文意為「狹窄的翼」。
如同19世紀被命名的許多史前爬行動物，許多化石在沒有詳細研究的狀況下，被歸類為狹翼魚龍的新種。在2008年，Michael W. Maisch重新研究狹翼魚龍的大部分化石，超過100個標本。他發現許多種跟模式種S. quadriscissus是相同物種，包含︰S. eos、S. incessus、S. macrophasma。此外，S. hauffianus、S. megacephalus的某些化石也被歸類於模式種。
Maisch認為魚龍屬的一個種（Ichthyosaurus triscissus），其實是狹翼魚龍的一個種；早在1932年就有人提出這個分類。S. longifrons、S. megacephalus、S. megalorhinus的化石，多被改編入為S. triscissus。
此外，Maisch將S. cuneiceps的正模標本、S. megalorhinus的某些標本，編入另一種，S. uniter。由於這個種的正模標本已經在第二次世界大戰時被轟炸摧毀，他必須選出新模標本。
Maisch發現S. promegacephalus的標本是個幼年個體，缺乏可鑑定特徵，因此列為疑名。而S. hauffianus的選模標本應該列為模式種的近似種，cf. S. quadriscissus（cf.是拉丁文conformis的縮寫，意為近似種） ，也被列為疑名。由於許多化石被編入於S. hauffianus，他將大部分化石歸類於相近的模式種，而少部分化石具有高度可鑑定特徵，不同於狹翼魚龍。在2008年，Maisch將S. hauffianus的少數獨特化石建立新屬，Hauffiopteryx。

### 種

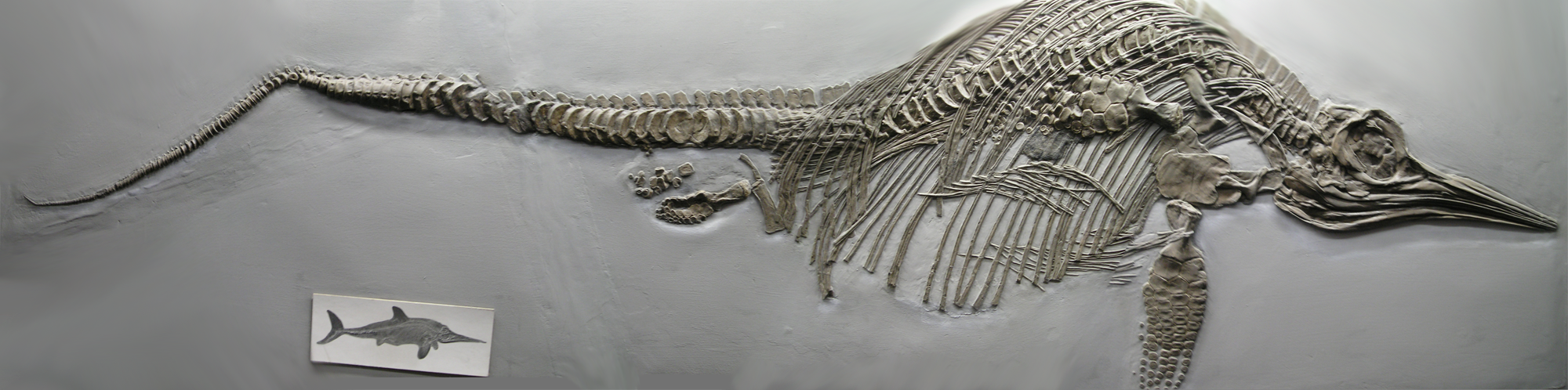
狹翼魚龍的化石 - 多倫多皇家安大略博物館

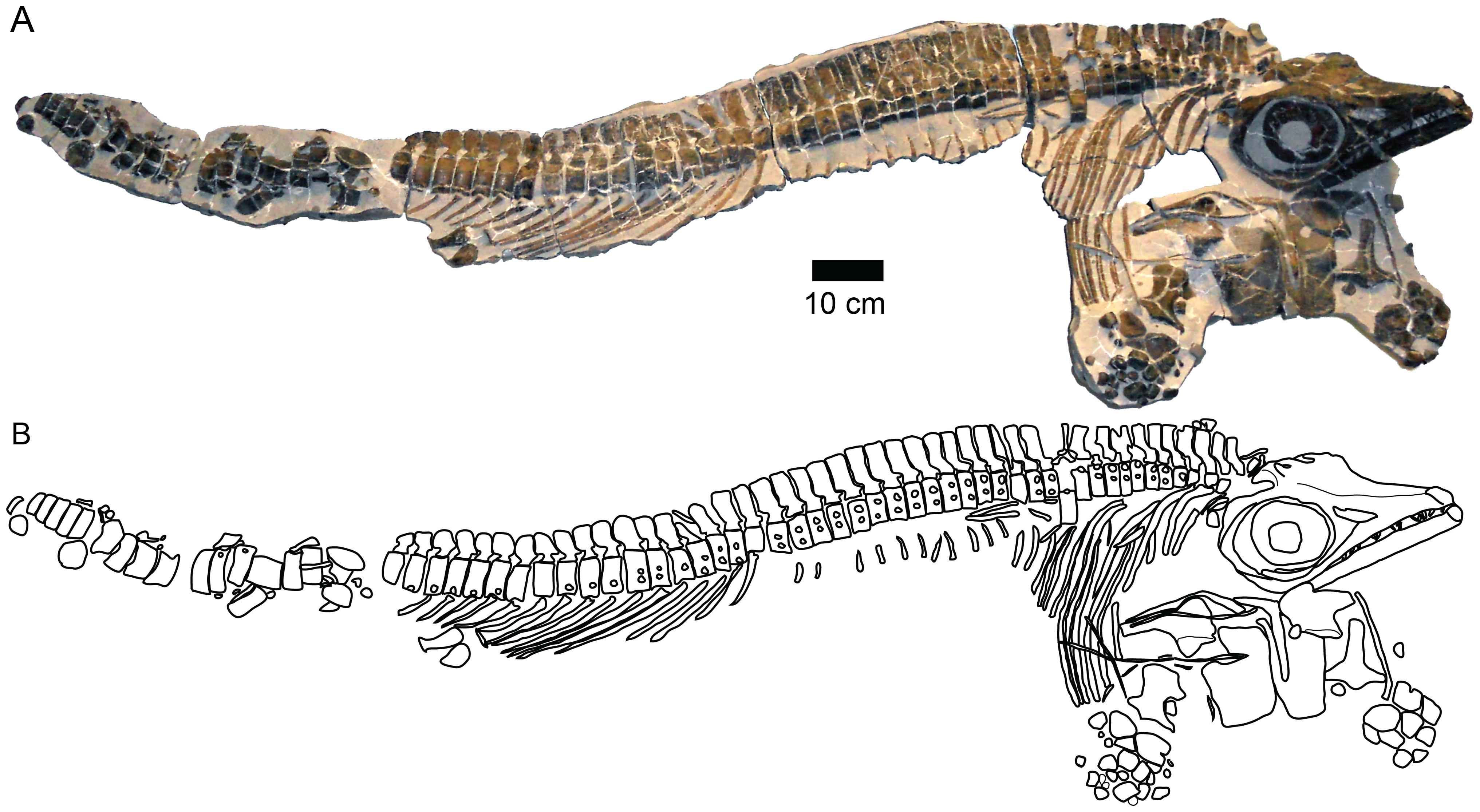
阿連狹翼魚龍的正模標本

狹翼魚龍模式種S. quadriscissus的選模標本（編號GPIT 43/0219-1）是一個關節仍連接的完整身體骨骼，體內保存大型幼年個體，化石身長為3.15公尺。這個化石被發現於德國南部的侯茲馬登，屬於波西多尼亞頁岩（Posidonia Shale）地層，地質年代相當於早侏羅紀的早托阿爾階，約1億8200萬年前。在這次重新研究中，Maisch將30個其他標本編入此種，化石來自於德國的侯茲馬登與梅克倫堡－前波美拉尼亞、盧森堡南部，地質年代也是早托阿爾階。
S. triscissus的正模標本（編號GPIT 12/0224-2）是一個關節仍連接的幾乎完整身體骨骼，是個接近成年個體，生前身長約2.1公尺。這個化石出土於德國南部的奧姆登，也屬於波西多尼亞頁岩地層，地質年代也是早侏羅紀的早托阿爾階。在這次重新研究中，Maisch將13個其他標本編入此種，化石來自於英格蘭、法國、德國、盧森堡、瑞士，地質年代也是早托阿爾階，略晚於模式種的年代。在2011年，英格蘭薩默塞特郡的草莓河畔發現四個魚龍類化石，這個挖掘地點屬於早托阿爾階。這四個標本都是幼年或剛出生幼體，大部分是完整身體骨骼、一些頭顱骨。這些新化石被編入S. triscissus。
S. uniter的正模標本（編號SMNS 14216）是一個關節仍連接的完整身體骨骼，是個成年個體，生前身長為3.35公尺。在第二次世界大戰時，正模標本被轟炸摧毀。在這次重新研究中，Maisch將編號GPIT 1491/10標本列為此種的新模標本，這個標本也是個關節仍連接的完整身體骨骼，是個接近成年個體，生前身長約2.34公尺。這個化石出土於德國南部的侯茲馬登，也屬於波西多尼亞頁岩地層，地質年代也是早托阿爾階。Maisch將其他10個標本編入此種，化石都被發現於德國南部的侯茲馬登。
在2012年，一個出土於德國東南部的魚龍類化石，被建立狹翼魚龍的新種，阿連狹翼魚龍（Stenopterygius aaleniensis），生存年代為侏羅紀中期的阿連階。

## 分類
狹翼魚龍屬於魚龍目的狹翼魚龍科。近年，一些研究人員將Chacaicosaurus、Hauffiopteryx歸類於狹翼魚龍科，但沒有提出親緣分支分類法分析以佐證之。在2011年，V. Fischer提出親緣分支分類法分析，發現在鮪魚龍類（Thunnosauria）演化支之中，Chacaicosaurus是最原始的物種，而不屬於狹翼魚龍科與大眼魚龍科。近年的其他兩個親緣分支分類法分析，則認為Hauffiopteryx是鮪魚龍類演化支、或真鼻龍類（Eurhinosauria）演化支的最原始物種，兩者都有可能。如果以上研究結果屬實，狹翼魚龍科的唯一物種只有模式屬狹翼魚龍屬。